# Psychoda vittata
Psychoda vittata är en tvåvingeart som beskrevs av Enrico Adelelmo Brunetti 1908. Psychoda vittata ingår i släktet Psychoda och familjen fjärilsmyggor. Inga underarter finns listade i Catalogue of Life.